# Veitsbronn
Veitsbronn település Németországban, azon belül Bajorországban. Lakosainak száma 6667 fő (2023. december 31.). Veitsbronn Langenzenn, Fürth, Obermichelbach, Puschendorf és Seukendorf községekkel határos.

## Népesség
A település népessége az elmúlt években az alábbi módon változott:
| Lakosok száma | 521  | 2202 | 4771 | 5461 | 6295 | 6354 | 6602 | 6550 | 6761 | 6667 |
|               | 1875 | 1950 | 1975 | 1987 | 2012 | 2014 | 2016 | 2017 | 2021 | 2023 |